# Estensione (logica)
Il termine estensione viene usato nella logica aristotelica per indicare il numero degli esseri cui fa riferimento un concetto. L'estensione richiama come concetto complementare quello di comprensione. Ambedue i termini poi sono correlativi a quelli di genere e specie

## Nella logica aristotelica
Il concetto presenta una sua estensione (comprende tutti gli esseri che presentano la stessa qualità) e "comprensione" (complesso delle qualità riferite al concetto). Per cui ad esempio il concetto di "cavallo" ha molte qualità (grande comprensione ma scarsa estensione: può riferirsi infatti solo ai cavalli) mentre il concetto di "vertebrato" si riferisce a molti esseri, compreso il cavallo, ma è più generico (grande estensione ma poca comprensione). Da qui la legge della logica che afferma che tanto maggiore sarà la comprensione tanto minore sarà l'estensione e viceversa.
Nella scala dei concetti percorsa dall'alto in basso aumenta la comprensione e diminuisce l'estensione sino ad una specie ultima che ha la massima comprensione e la minima estensione: tale è l'individuo o sostanza prima.

## Seguiti moderni
La linguistica moderna adotta la coppia di termini estensione/intensione che compare negli scritti di logica e nei Nuovi saggi sull'intelletto umano (1700-1705, ma pubblicati postumi nel 1765) di Leibniz che modifica l'espressione estensione-comprensione precedentemente usata nella celebre opera di Antoine Arnauld (1612-1694) e Pierre Nicole (1625-1695) La Logique ou l'art de penser, contenant outres les règles communes, plusieurs observations nouvelles, propres à former le jugement, pubblicata nel 1662. Un'ulteriore modifica fu adottata nella forma denotazione-connotazione, da John Stuart Mill nel suo Sistema di logica deduttiva e induttiva (1843).
Oggi il binomio estensione-intensione è alla base della logica del linguaggio nata dagli studi del logico-matematico Gottlob Frege (1848–1925).